# زلاتكو يونوزوفيتش
زلاتكو يوزونوفيتش (بالإنجليزية: Zlatko Junuzović)‏ وهو لاعب كرة قدم نمساوي من أصل صربي في مركز الظهير الأيمن ولد في يوم 26 سبتمبر 1987 في بلدة لوجنيكا في جمهورية صربيا الاشتراكية في يوغوسلافيا، يلعب حالياً مع نادي فيردر بريمين في ألمانيا وسبق له اللعب مع نادي أوستريا فيينا ونادي أوستريا كارنتين ونادي غرازر ولعب مع منتخب النمسا لكرة القدم.

## روابط خارجية
- زلاتكو يونوزوفيتش على موقع الاتحاد الدولي (مؤرشف)  (الإنجليزية)
- زلاتكو يونوزوفيتش على موقع الاتحاد الأوربي (الإنجليزية)
- زلاتكو يونوزوفيتش على موقع قاعدة بيانات كرة القدم.إي يو (الإنجليزية)
- زلاتكو يونوزوفيتش على موقع بيانات كرة القدم. دي إي (الألمانية)
- زلاتكو يونوزوفيتش على موقع ناشيونال فوتبول تيمز (الإنجليزية)
- زلاتكو يونوزوفيتش على موقع Soccerway.com (الإنجليزية)
- زلاتكو يونوزوفيتش على موقع عالم كرة القدم.نت (الإنجليزية)
- زلاتكو يونوزوفيتش على موقع AS.com (الإسبانية)